# Lista över offentlig konst i Uppsala kommun
Det här är en lista över offentlig konst i Uppsala kommun. Listan är en ofullständig förteckning över främst utomhusplacerad offentlig konst i Uppsala kommun.

## Utplacerade konstverk
| Titel | Konstnär(er)                             | Årtal | Beskrivning                                                           | Typ - material                           | Plats Koordinater                                                                             | Bild                                                             |
| --- | ---------------------------------------- | ----- | --------------------------------------------------------------------- | ---------------------------------------- | --------------------------------------------------------------------------------------------- | ---------------------------------------------------------------- |
| Okänd titel | Lars Abrahamsson Bo Ahlsén               | 1963  |                                                                       | fasadmålning - emalj                     | Vaksalagatan 15 koordinater saknas                                                            |                                                                  |
| Okänd titel | Maria Alm                                | 1992  |                                                                       | reliefer - järn                          | Trädgårdsstaden Norby koordinater saknas                                                      |                                                                  |
| Väsen | Ragnhild Alexandersson                   | 2002  |                                                                       | brons                                    | Akademiska Sjukhuset, Ing. 60 koordinater saknas                                              |                                                                  |
| Dös | Tord Alvholm                             | 1992  |                                                                       | sten, granit                             | Trädgårdsstaden Norby koordinater saknas                                                      | Dös                                                              |
| Mötesplatsen | Percy Andersson m.fl.                    | 1990  |                                                                       | betong                                   | Stordammsskolan, Sävja koordinater saknas                                                     |                                                                  |
| Solur | Ingrid Atterberg                         | 1989  |                                                                       | keramik                                  | Stenhagsvägen121 koordinater saknas                                                           |                                                                  |
| Såningsmannen | Arvid Backlund                           | 1977  |                                                                       | brons                                    | Undervisningsplan 10 koordinater saknas                                                       |                                                                  |
| Uppåtsträvande rymd | Olle Baertling                           | 1967  |                                                                       | järn                                     | Björkgatan 8 koordinater saknas                                                               |                                                                  |
| Stenar | Gunilla Bandolin                         | 1991  |                                                                       | landskapsstenar                          | Kullerstensvägen 6 koordinater saknas                                                         |                                                                  |
| Galago och Hyenaunge | Hanna Beling                             | 2003  |                                                                       | aluminium, brons                         | Swedenborgsgatan 74 koordinater saknas                                                        |                                                                  |
| Chiuvava | Hanna Beling                             | 2007  |                                                                       | brons                                    | Linnéstig, Gottsundavandringen koordinater saknas                                             |                                                                  |
| Vilma Även känd som: Vildsvinsunge                                                                                                   | Hanna Beling                             | 2007  |                                                                       | aluminium                                | Biotopia, Vasagatan 4 59.86022, 17.62263                                                      |                                                                  |
| Dynamisk ro | Sapunar Dori Bengtsson                   | 2009  |                                                                       | Skulpturgrupp - Granit och carraramarmor | Kraemers Allé 1 59.85106, 17.63053                                                            | Fler bilder                                                      |
| Allegorier över de fyra fakult. | Oskar Berg                               | 1887  |                                                                       | zink                                     | Universitetshuset koordinater saknas                                                          | Ladda upp en bild av detta konstverk                             |
| Fraktalmoln till Ultuna | Ebba Bohlin                              | 2011  |                                                                       | Skulptur - lackat fyrkantsstål           | Lennart Hjelmsväg 9, Mark-Vatten-Miljöc. koordinater saknas                                   |                                                                  |
| Två systrar | Stig Blomberg                            | 1947  |                                                                       | brons                                    | Stadsträdgården koordinater saknas                                                            |                                                                  |
| Okänd titel | Leif Bolter                              | 1981  |                                                                       | skyddsgaller, corténstål                 | Dag Hammarskjölds Väg 20 koordinater saknas                                                   |                                                                  |
| Solbågen | Leif Bolter                              | 1991  |                                                                       | patinerad brons, förgyllt stål           | Årstaparken koordinater saknas                                                                |                                                                  |
| Porten | Leif Bolter                              | 1992  |                                                                       | Vångagranit                              | Årstaparken koordinater saknas                                                                |                                                                  |
| Cirkus | Anna-Karin Boode                         | 1984  |                                                                       | reliefer och skulpturer - keramik        | Linnes Resväg Kv. Smälthyttan, Masugnen koordinater saknas                                    |                                                                  |
| Ballongträdet | Leo Janis Brieditis                      | 1964  |                                                                       | rostfritt stål                           | Thunmansgatan 47 koordinater saknas                                                           |                                                                  |
| Ringars spel | Leo Janis Brieditis                      | 1966  |                                                                       | rostfritt stål                           | Idrottsgatan 2 koordinater saknas                                                             |                                                                  |
| Snäckan | Leo Janis Brieditis                      | 1967  |                                                                       | rostfritt stål                           | Bruno Liljeforsgatan 57 koordinater saknas                                                    |                                                                  |
| Sparporten / Sädesfält | Leo Janis Brieditis                      | 1970  |                                                                       | rostfritt stål                           | Kungsgatan 36 koordinater saknas                                                              |                                                                  |
| Stora djuret | Leo Janis Brieditis                      | 1968  |                                                                       | betong med marmor                        | Almquistgatan Atterbomsgatan koordinater saknas                                               |                                                                  |
| Daggkrona | Leo Janis Brieditis                      | 1983  |                                                                       | rostfritt stål                           | Flogstavägen 5 koordinater saknas                                                             |                                                                  |
| Minneslund | Ragnhild Brodow                          | 1995  |                                                                       | landskapsgestaltning                     | Gamla Kyrkogården koordinater saknas                                                          |                                                                  |
| Linnés mus | Anna-Karin Brus                          | 2007  |                                                                       | brons                                    | Linnéstig Danmarksvandringen koordinater saknas                                               |                                                                  |
| Fallfrukt | Anna-Karin Brus                          | 2009  |                                                                       | brons och äppelträd                      | Linvägen 10 koordinater saknas                                                                |                                                                  |
| Erik-Gustaf Geijer | John Börjeson                            | 1888  |                                                                       | brons                                    | Universitetsparken 59.85801, 17.63044                                                         | Erik-Gustaf Geijer                                               |
| Okänd titel | Arne Charlez                             | 2000  |                                                                       | muralmålning - al fresco                 | Lägerhyddsvägen 3 koordinater saknas                                                          |                                                                  |
| Tecken | Lenny Clarhäll                           | 1998  |                                                                       | konstruktion i stål och lack             | Röbokullen, Svartbäcksmotet 59.88205, 17.62317                                                |                                                                  |
| Discussion | Tony Cragg                               | 2010  |                                                                       | skulptur - brons                         | Passagen, Resecentrum 59.85858, 17.64797                                                      | Fler bilder                                                      |
| Chain of events | Tony Cragg                               | 2010  |                                                                       | brons                                    | Passagen, Resecentrum 59.85781, 17.64639                                                      | Chain of events                                                  |
| keramisk mur | Knut Yngve Dahlbäck                      | 1977  |                                                                       | mosaik                                   | Ulls Väg 2B koordinater saknas                                                                |                                                                  |
| Gatumusikanter | Natasha Dahnberg                         | 2009  |                                                                       | mosaik - smågatssten                     | Uppsala Konsert & Kongress, Vaksalatorg 1 koordinater saknas                                  |                                                                  |
| Living room | Natasha Dahnberg                         | 2011  | Väggmonterad skulptur i formen av ett spetsmönster.                   | Väggrelief - lackad järnplåt             | Dragarbrunnsgatan 54 59.8574, 17.64372                                                        | Living room                                                      |
| Ödhumbla och Särimner | Åse Christian Danell                     | 1998  |                                                                       | brons                                    | Vattholmavägen, Sven Dufvas Gata 1 59.88601, 17.63732                                         |                                                                  |
| Flöden | Annika Danielsson-Almén                  | 1991  |                                                                       | Blästrat glas                            | Trädgårdsstaden, Norby koordinater saknas                                                     |                                                                  |
| Måltid | Annika Danielsson-Almén                  | 2010  |                                                                       | mosaik - blandmaterial                   | Oscar Arpis Väg 1 koordinater saknas                                                          |                                                                  |
| Näktergalen | Annika Danielsson-Almén                  | 2011  |                                                                       | mosaik - glas och porslin                | Jenny Linds Väg 1 koordinater saknas                                                          |                                                                  |
| Obelisk till minne av Gustav II Adolf                                                                                                | Jean Louis Deprez                        | 1833  |                                                                       | Granit                                   | Odinslund 59.85706, 17.63192                                                                  | Obelisk till minne av Gustav II Adolf                            |
| Sankt Olof | Allan Ebeling                            | 1957  |                                                                       | rostfritt stål                           | Triangeln, Krongatan 4 koordinater saknas                                                     | Sankt Olof                                                       |
| Carl von Linné | Carl Eldh                                | 1929  |                                                                       | brons                                    | Linneträdgården, Svartbäcksgatan 27 koordinater saknas                                        | Carl von Linné                                                   |
| Innocentia | Carl Eldh                                | 1901  |                                                                       | brons                                    | Seminariegatan 1 koordinater saknas                                                           |                                                                  |
| Mor | Carl Eldh                                | 1900  |                                                                       | brons                                    | S:t Larsgatan 11 koordinater saknas                                                           |                                                                  |
| Näcken | Carl Eldh                                | 1923  |                                                                       | brons                                    | Nedre Slottsgatan 20 koordinater saknas                                                       |                                                                  |
| Olof Rudbeck | Carl Eldh                                | 1910  |                                                                       | brons                                    | Munkgatan 1 koordinater saknas                                                                |                                                                  |
| Sångarprinsen | Carl Eldh                                | 1927  |                                                                       | brons                                    | Dag Hammarskjölds Väg 1 59.85563, 17.63108                                                    | Sångarprinsen                                                    |
| Projekt 1:1, Ringar på vatten | Elever vid Sveriges lantbruksuniversitet | 2011  |                                                                       | mosaik - kakel                           | Luthagsbron, Götgatan 17 59.86483, 17.62861                                                   |                                                                  |
| Skeppet | Gunnar Englund                           | 1990  |                                                                       | furu                                     | Stordammsskolan, Västgötaresan 131 koordinater saknas                                         |                                                                  |
| Grisar | Pye Engström                             | 1978  |                                                                       | sten                                     | Hamnesplanaden 3 koordinater saknas                                                           |                                                                  |
| Familjen | Pye Engström                             | 1978  |                                                                       | sten                                     | Hamnesplanaden 5 koordinater saknas                                                           |                                                                  |
| Händer | Pye Engström                             | 1978  |                                                                       | sten                                     | Hamnesplanaden 3 koordinater saknas                                                           |                                                                  |
| Paragrafätaren | Pye Engström                             | 1978  |                                                                       | sten                                     | Hamnesplanaden 3 koordinater saknas                                                           |                                                                  |
| Väktaren | Pye Engström                             | 1978  |                                                                       | sten                                     | Hamnesplanaden 3 koordinater saknas                                                           |                                                                  |
| Jakob Ulvsson | Christian Eriksson                       | 1927  |                                                                       | staty - brons                            | Domkyrkoterrassen 59.85775, 17.63298                                                          | Jakob Ulvsson                                                    |
| Manlig torso | Liss Eriksson                            | 1976  |                                                                       | brons                                    | Luthagsesplanaden 27 koordinater saknas                                                       |                                                                  |
| Paret | Liss Eriksson                            | 1976  |                                                                       | brons                                    | Ekonomikum, Kyrkogårdsgatan 12 koordinater saknas                                             |                                                                  |
| Folk dansar | Jan Ewemo                                | 1980  |                                                                       | väggmålning - akryl                      | Cellovägen 60 koordinater saknas                                                              |                                                                  |
| Modul | Lars Erik Falk                           | 1996  |                                                                       | skulptur - lackad aluminium              | Börjeparken, Sysslomansgatan 59.86102, 17.62729                                               | Modul                                                            |
| Artemis dräkt | Michael Fare                             | 1998  |                                                                       | målad järnplåt                           | Tunabergsskolan, Väpnargatan 19 koordinater saknas                                            |                                                                  |
| Flusterfontänen | Okänd                                    | 1875  |                                                                       | lackad zink                              | Stadsträdgården koordinater saknas                                                            |                                                                  |
| Gustav Vasa | Bengt Erland Fogelberg                   | 1827  |                                                                       | brons                                    | Uppsala Slott 59.85336, 17.63463                                                              | Fler bilder                                                      |
| Karl XIV Johan | Bengt Erland Fogelberg                   | 1854  |                                                                       | byst - brons, sockel i järn              | Carolinaparken 59.85434, 17.62965                                                             | Karl XIV Johan                                                   |
| Naturvariationer | Johan Fremling                           | 1992  |                                                                       | emaljerad järnplåt                       | Trädgårdsstaden Norby koordinater saknas                                                      |                                                                  |
| Pa Rad | Johan Fremling                           | 1996  |                                                                       | brons, granit                            | Väderkvarnsgatan 18 59.86355, 17.64538                                                        |                                                                  |
| Vem bor här? | Ulla Fries                               | 1999  | En stor parkbänk                                                      | furu, järn                               | Linneanum, Botaniska Trädgården 59.85241, 17.62891                                            | Vem bor här?                                                     |
| Fågel, fisk och mittemellan | Ulla Fries                               | 2007  |                                                                       | laminerat glas                           | Biotopia, Vasagatan 4 KEN koordinater saknas                                                  |                                                                  |
| Kungatronen | John Wahlén                              | 2013  |                                                                       | skulptur - trä                           | Engelska parken 59.85418, 17.62876                                                            | Fler bilder                                                      |
| Möte | Kees Geurtsen                            | 2011  |                                                                       | LED-ljus                                 | Peterson Bergers Väg 15 koordinater saknas                                                    |                                                                  |
| Carl von Linné | Paul T. Granlund                         | 1964  |                                                                       | byst - brons                             | Linneanum, Botaniska Trädgården 59.85181, 17.62794                                            | Carl von Linné                                                   |
| Noshörning | Maria Hedenmo                            | 1984  |                                                                       | brons                                    | Norbyvägen 18A koordinater saknas                                                             |                                                                  |
| Prinsessan från Ur | Roland Haeberlein                        | 1982  |                                                                       | betong, brons                            | Ekeby Torg koordinater saknas                                                                 |                                                                  |
| Okänd titel | Lars Hellström                           | 1967  |                                                                       | betongrelief, mosaik                     | Bruno Liljeforsgatan 43 koordinater saknas                                                    |                                                                  |
| Blå vågors port | Lotta Hellström                          | 1986  |                                                                       | stengods                                 | Gluntenomr. Dag Hammarskjöldsväg 18 koordinater saknas                                        |                                                                  |
| Endrogynen | Olof Hellström                           | 1983  |                                                                       | skulptur - brons                         | Vaksalagatan 6 59.85916, 17.64                                                                | Fler bilder                                                      |
| Att födas på nytt | Olof Hellström                           | 1984  |                                                                       | betong                                   | S:t Olofsgatan 40 koordinater saknas                                                          |                                                                  |
| Befrielsen | Olof Hellström                           | 1978  |                                                                       | brons                                    | Martin Luther Kings plan 59.85716, 17.62863                                                   | Fler bilder                                                      |
| Daldalos | Olof Hellström                           | 1962  |                                                                       | brons                                    | Studentvägen 25 koordinater saknas                                                            |                                                                  |
| Mellan vilande växter | Olof Hellström                           | 1965  |                                                                       | järn                                     | Berthåga Byväg 24 koordinater saknas                                                          |                                                                  |
| Naturen slår tillbaka | Olof Hellström                           | 1960  |                                                                       | brons                                    | Valsätraskolan, Slädvägen 2 koordinater saknas                                                |                                                                  |
| Rädda naturen från supertekniken | Olof Hellström                           | 1986  |                                                                       | relief i tegel, keramik                  | Kungsängsgatan 33 koordinater saknas                                                          |                                                                  |
| Rädda skogen | Olof Hellström                           | 1990  |                                                                       | sgraffito, järnskulptur                  | Sankt Persgatan 39 koordinater saknas                                                         |                                                                  |
| Stigande rytm | Olof Hellström                           | 1965  |                                                                       | brons                                    | Berthåga Byväg koordinater saknas                                                             |                                                                  |
| Tidshjulet | Olof Hellström                           | 1968  |                                                                       | brons                                    | Bruno Liljeforsgatan 69 koordinater saknas                                                    |                                                                  |
| Variabel rapport | Olof Hellström                           | 1965  |                                                                       | smidesjärn                               | Islandsbron koordinater saknas                                                                |                                                                  |
| Vinge - Människa | Olof Hellström                           | 1990  |                                                                       | cortenstål                               | Gotlandsresan 36 59.80976, 17.69537                                                           |                                                                  |
| Vinge - Människa | Olof Hellström                           | 1992  |                                                                       | brons                                    | Sävja Torg koordinater saknas                                                                 |                                                                  |
| Treklang | Erik Hesselberg                          | 1965  |                                                                       | betong, marmor                           | Östgöta Nation, Trädgårdsgatan 15 koordinater saknas                                          |                                                                  |
| Gås-Anders | Bror Hjorth                              | 1941  |                                                                       | brons                                    | Björklinge Kyrka koordinater saknas                                                           |                                                                  |
| Engelbrekt med näven | Bror Hjorth                              | 1935  |                                                                       | brons                                    | Katedralskolan, Skolgatan 2 koordinater saknas                                                | Engelbrekt med näven                                             |
| Näckens polska | Bror Hjorth                              | 1967  |                                                                       | patinerad brons, förgyllning             | Olof Palmes Plats 59.8585, 17.64554                                                           | Fler bilder                                                      |
| Nathan Söderblom | Bror Hjorth                              | 1932  |                                                                       | skulptur - brons                         | Odinslund 1 59.85731, 17.63164                                                                | Fler bilder                                                      |
| Afrodite stiger ur havet | Stig Hogdahl                             | 1947  |                                                                       | gjutjärn                                 | Nannaskolan, Kungsgatan 22 koordinater saknas                                                 |                                                                  |
| Delta | Martin Holmgren                          | 1972  |                                                                       | cortenstål, plast                        | Inre Sjukhusvägen 6 koordinater saknas                                                        |                                                                  |
| Göta | Olle Holmsten                            | 1940  |                                                                       | granit, stengöt                          | Torbjörns Torg koordinater saknas                                                             |                                                                  |
| Till hästen | Lars Huck Hultgren                       | 1986  |                                                                       | målad järnplåt, betong                   | Gluntenomr. Dag Hammarskjöldsväg 18 koordinater saknas                                        |                                                                  |
| Manu | Dina Hviid                               | 1990  |                                                                       | lekskulptur - furu                       | Stordammsskolan, Västgötaresan 131 59.80922, 17.70543                                         |                                                                  |
| Inringade av parklind | Andrea Hvistendahl                       | 1994  |                                                                       | järn, neon                               | Akademiska Sjukhuset, lng.32 koordinater saknas                                               |                                                                  |
| Marsvin | Gisela Jansson                           | 2008  |                                                                       | betong                                   | Fiöjtvägen 1 koordinater saknas                                                               |                                                                  |
| Hundar | Kristina Jansson                         | 1995  |                                                                       | betong                                   | Vän ge Skola, Lä rarvägen koordinater saknas                                                  |                                                                  |
| Pekare | Kristina Jansson                         | 1992  |                                                                       | rostfritt stål                           | Trädgårdsstaden, Norby koordinater saknas                                                     |                                                                  |
| Pelle Svanslös | Kristina Jansson                         | 2012  |                                                                       | brons                                    | Stadsträdgården koordinater saknas                                                            | Pelle Svanslös                                                   |
| Figurer | Roine Jansson                            | 1992  |                                                                       | granit                                   | Trädgårdsstaden, Norby koordinater saknas                                                     |                                                                  |
| Principia | Jörg Jeschke                             | 1989  |                                                                       | målat rostfritt stål                     | Sågargatan 17 koordinater saknas                                                              |                                                                  |
| dekoration | Aron Johansson                           | 1916  |                                                                       | reliefer och mosaik                      | Kungsängsgatan 12 -14 koordinater saknas                                                      | Ladda upp en bild av detta konstverk                             |
| Vilda västern | Bertil Johnsson                          | 1967  |                                                                       | miljögestaltning                         | Almquistgatan, Bruno Liljeforsgatan koordinater saknas                                        |                                                                  |
| Tre rum och kök | Bertil Johnsson                          | 1968  |                                                                       | relief - stål och plast                  | Engströmsgatan 33, Gränby koordinater saknas                                                  |                                                                  |
| Incitamenttum Gemmeus | Bertil Johnsson                          | 1970  |                                                                       | järn, betong, granit                     | Samariterhemmet, Samaritergränd 2 koordinater saknas                                          |                                                                  |
| Fyra vindar | Ivar Johnsson                            | 1947  |                                                                       | relief - stengöt                         | Nannaskolan, Kungsgatan 22 koordinater saknas                                                 |                                                                  |
| Okänd titel | Ivar Johnsson                            |       |                                                                       | relief - stengöt                         | Kungsgatan 53 koordinater saknas                                                              |                                                                  |
| Rosa fontana | Arne Jones                               | 1966  |                                                                       | koppar                                   | Västertorg, Eriksberg koordinater saknas                                                      | Rosa fontana                                                     |
| Sten på sten | Arne Jones                               | 1960  |                                                                       | sten, vatten                             | Inre Sjukhusvägen 59.85271, 17.6376                                                           | Sten på sten                                                     |
| Lekande björnar | Anders Jönsson                           | 1930  |                                                                       | stengöt                                  | Tegnergatan 32 koordinater saknas                                                             |                                                                  |
| Till Lehte | Ingolf Kaiser                            | 1966  |                                                                       | diabas                                   | Villavägen 18 koordinater saknas                                                              |                                                                  |
| Lodjuret | Arvid Knöppel                            | 1950  |                                                                       | brons                                    | Fyris Hov, Idrottsgatan 2 koordinater saknas                                                  |                                                                  |
| Lodjuret | Arvid Knöppel                            | 1950  |                                                                       | brons                                    | Vermlands Nation, Nedre Slottsgatan 2 koordinater saknas                                      |                                                                  |
| Portal och landskap | Eugen Krajcik                            | 1993  |                                                                       | cortenstål, betong                       | Ulls Väg 28, Slu koordinater saknas                                                           |                                                                  |
| Bear out of event | Emma Kronvall                            | 2011  |                                                                       | polyester och metall                     | Gränby Backar koordinater saknas                                                              |                                                                  |
| Why not you? | Emma Kronvall                            | 2011  |                                                                       | polyester                                | Gränby Backar koordinater saknas                                                              |                                                                  |
| Boys in the hood | Emma Kronvall                            | 2011  |                                                                       | glasmosaik, betong                       | Gränby Backar koordinater saknas                                                              |                                                                  |
| Såningsmannen | Gottfrid Larsson                         | 1946  |                                                                       | brons                                    | Östgöta Nation Trädgårdsgatan 15 koordinater saknas                                           |                                                                  |
| Energitempel | Torgny Larsson                           | 1985  |                                                                       | aluminium, argongas                      | Thunbergsvägen 7 koordinater saknas                                                           |                                                                  |
| Ledljus | Helena Laukkanen Gert Ove Wågstam        | 2011  | Tre stycken fontänlock (vintertid) med labyrintmönster och ljus       | rostfritt stål, silikon, LED-ljus        | Olof Palmes Plats, Resecentrum 59.85805, 17.64545                                             |                                                                  |
| Ledljus | Helena Laukkanen Gert Ove Wågstam        | 2011  | En vågrörelse i aluminium som fångar upp LED belysning                | aluminium, LED-ljus                      | Vretgränd, Kungsgatan 65A 59.85742, 17.64547                                                  | Ledljus                                                          |
| Sopande flicka | Bruno Liljefors                          | 1929  |                                                                       | brons                                    | Inre Sjukhusvägen 6 koordinater saknas                                                        | Ladda upp en bild av detta konstverk                             |
| Flykt | Uncas Liljefors                          | 1968  |                                                                       | cortenstål, glasskuret                   | Idrottsgatan 1 koordinater saknas                                                             |                                                                  |
| Ormar | Uncas Liljefors                          | 1981  |                                                                       | plast, glasfiberarmerat                  | Vattholmaskolan, Malmvågsvägen 4 koordinater saknas                                           |                                                                  |
| Trutar | Uncas Liljefors                          | 1976  |                                                                       | aluminium, plast                         | Verkmästargatan 21 koordinater saknas                                                         |                                                                  |
| Ödla | Uncas Liljefors                          | 1976  |                                                                       | aluminium                                | Vattholmaskolan, Malmvågsvägen 4 koordinater saknas                                           |                                                                  |
| Celsius astronomen | Knut Erik Lindberg                       | 1979  |                                                                       | brons                                    | Celsiustorget, Svartbäcksgatan 7 koordinater saknas                                           |                                                                  |
| Hund | Sivert Lindblom                          | 1987  |                                                                       | inristning                               | Stadsbiblioteket, Svartbäcksgatan 17 koordinater saknas                                       |                                                                  |
| Pelare | Sivert Lindblom                          | 1987  |                                                                       | patinerad brons                          | Stadsbiblioteket, Svartbäcksgatan 17 59.86062, 17.63522                                       | Pelare                                                           |
| Urna | Sivert Lindblom                          | 1987  |                                                                       | brons, granit, diabas                    | Stadsbiblioteket, Svartbäcksgatan 17 koordinater saknas                                       |                                                                  |
| Pelare | Sivert Lindblom                          | 1980  |                                                                       | murat tegel                              | Uppsala Buisness Park, Virdings Allé 30 koordinater saknas                                    |                                                                  |
| Dag Hammarskjöld | Svend Lindhart                           | 1966  |                                                                       | byst - brons                             | Slottsparken, Dag Hammarskjölds Väg 59.85439, 17.63323                                        | Fler bilder                                                      |
| Gunnar Wennerberg | Theodor Lundberg                         | 1911  |                                                                       | skulptur - brons                         | Slottsparken, Drottninggatan 59.85555, 17.63295                                               | Fler bilder                                                      |
| Coloratura | Katarina Löfström                        | 2007  |                                                                       | Ljusspel - digitalt ljud till ljus       | Ukk, Vaksalatorg 1 koordinater saknas                                                         |                                                                  |
| Okänd titel | Gert Marcus                              | 1967  |                                                                       | relief i marmor, mosaik                  | S:t Larsgatan 7 koordinater saknas                                                            |                                                                  |
| Min kvadrantur | Gert Marcus                              | 1966  |                                                                       | relief i marmor                          | Uppsala Buisness Park, Virdings Allé 30 koordinater saknas                                    |                                                                  |
| DNA-molekyl | Bror Marklund                            | 1977  |                                                                       | brons och stål                           | Dag Hammarskjöldsv. 31, Husargatan C 5-7 koordinater saknas                                   |                                                                  |
| Déjà vu | Ebba Matz                                | 2010  |                                                                       | rostfritt stål, diabas                   | Dragarbrunns torg 59.86047, 17.63826                                                          |                                                                  |
| In Manus tuas | Kajsa Mattas                             | 2003  |                                                                       | brons, relief i diabas                   | Östra Ågatan, Nybron - Islandsbron koordinater saknas                                         |                                                                  |
| Trollsländor | Folke Mattsson                           | 1960  |                                                                       | smidesjärn                               | Kungsgärdets Vårdc. Sankt Johannesg.28 koordinater saknas                                     |                                                                  |
| Solglitter | Carl Milles                              | 1918  |                                                                       | brons                                    | Ritargatan, Sala Backar koordinater saknas                                                    |                                                                  |
| Sten Sture | Carl Milles                              | 1925  |                                                                       | brons                                    | Kronåsen 59.84601, 17.64497                                                                   | Sten Sture                                                       |
| ur Uppståndelsen | Carl Milles                              | 1955  |                                                                       | brons                                    | Akademiska Sjukhuset, Ingång 79 koordinater saknas                                            |                                                                  |
| Vingarna | Carl Milles                              | 1908  |                                                                       |                                          | Uplands Nation, Sysslomansgatan 12 koordinater saknas                                         |                                                                  |
| Ung älg | Carl Milles                              | 1954  |                                                                       | brons                                    | Uplands Nation, Sankt Larsgatan 11 koordinater saknas                                         |                                                                  |
| Tretton år | Britta Nehrman                           | 1953  |                                                                       | brons                                    | Ulltunaallén 2 koordinater saknas                                                             |                                                                  |
| Vågspel | Robert Nilsson                           | 1958  |                                                                       | brons                                    | Carolinaparken, Campus Engelska Parken koordinater saknas                                     |                                                                  |
| Danser | Ruby Nordström                           | 1980  |                                                                       | väggmålning - al fresco                  | Cellovägen 50 koordinater saknas                                                              |                                                                  |
| Inplantage | Thomas Nordström                         | 2004  |                                                                       | Skulptur - armaturer, LED-ljus           | Läkemedelsv. Dag Hammarskjöldsväg 42 koordinater saknas                                       |                                                                  |
| Linnés bänk | Mats Nyberg                              | 2007  |                                                                       | målad furu                               | Linnés Vandringsstig, Danmarksstigen koordinater saknas                                       |                                                                  |
| Polis | Monika Nyström                           | 2004  |                                                                       | Skulptur - aluminium, akrylglas          | Polismyndigheten, Svartbäckssgatan 49 koordinater saknas                                      |                                                                  |
| Danser | Alf Olsson                               | 1985  |                                                                       | cortenstål                               | Gränby Backar koordinater saknas                                                              | Danser                                                           |
| In spiram | Olof Olofgörs                            | 2010  |                                                                       | cortenstål                               | Munintorget, Industristaden koordinater saknas                                                |                                                                  |
| Dansen | Pierre Olofsson                          | 1993  |                                                                       | plattjärn, målat glas                    | Akademiska Sjukhuset, Ing. 30 koordinater saknas                                              |                                                                  |
| Labyrinten | Gunilla Pateau-Sjöberg                   | 1992  |                                                                       | sten och brons                           | Trädgårdsstaden, Norby koordinater saknas                                                     | Labyrinten                                                       |
| Lövet | Sonja Petterson                          | 1990  |                                                                       | brons                                    | Byggmästarparken, Sala Backe koordinater saknas                                               |                                                                  |
| Bollhund | Sonja Petterson                          | 1990  |                                                                       | brons                                    | Byggmästarparken, Sala Backe koordinater saknas                                               |                                                                  |
| Natura Armarium | Roland Persson                           | 2007  |                                                                       | målad brons                              | Biotopia Vasagatan 4 59.86045, 17.62282                                                       |                                                                  |
| En månskensnatt i Slottsbacken Även känd som: Glunten och magistern                                                                  | Thomas Qvarsebo                          | 1998  |                                                                       | skulptur - cortenstål                    | Slottsparken Drottninggatan 59.85577, 17.63336                                                | Fler bilder                                                      |
| Accelererande flykt | Oscar Reutersvärd                        | 1987  |                                                                       | skulptur - målade järnprofiler           | Nya Växthuset, Botaniska Trädgården 59.85072, 17.62813                                        | Fler bilder                                                      |
| Fem på sextant | Astrid Rietz                             | 1971  |                                                                       | fontänskulptur - brons                   | Svartbäcksgatan 7 59.85951, 17.63719                                                          | Fem på sextant                                                   |
| Fågelboplatser | Bengt Riton                              | 1992  |                                                                       | trä, kopparplåt                          | Trädgårdsstaden, Norby koordinater saknas                                                     | Fågelboplatser                                                   |
| De fyra årstiderna | Llena Joaquin Rosell                     | 1979  |                                                                       | väggmålning, akrylat                     | Bälingeskolan, Bälinge koordinater saknas                                                     |                                                                  |
| Ull och Alma | Allan Runefelt                           | 1996  |                                                                       | brons                                    | Undervisningsplan 9A Ultuna koordinater saknas                                                |                                                                  |
| Fiolspelaren och ekot | Rune Rydelius                            | 1990  |                                                                       | patinerad brons                          | Valsätravägen, Malma Backe 1 koordinater saknas                                               |                                                                  |
| Betongplatta med tillfälligheter | Rune Rydelius                            | 1997  |                                                                       | Skulptur - brons                         | Ångströmlab. Lägerhyddsvägen 1 59.83907, 17.64814                                             |                                                                  |
| Folke Bernadotte | Solveyg Schafferer                       | 1977  |                                                                       | brons                                    | Carolinaparken 59.85518, 17.62807                                                             | Folke Bernadotte                                                 |
| Anna Maria Lenngren | Johan Tobias Sergel                      | 1800  |                                                                       | brons                                    | Sysslomansgatan 12 koordinater saknas                                                         | Ladda upp en bild av detta konstverk                             |
| Finn Malmgren | Nils Sjögren                             | 1930  |                                                                       | skulptur - brons                         | Börjeparken 59.86057, 17.62753                                                                | Finn Malmgren                                                    |
| Stim | Lars Spaak                               | 1988  |                                                                       | skulptur - brons                         | Hurtigs Gata koordinater saknas                                                               |                                                                  |
| Pärlbåtssnäcka | Birgitta Stenberg                        | 1990  |                                                                       | betong och patinerad brons               | Lägerhyddsvägen 3 koordinater saknas                                                          |                                                                  |
| Den långa resan | Erik Ståhl                               | 1985  |                                                                       | koppar, silver, brons, vatten            | Östra Ågatan 37A koordinater saknas                                                           |                                                                  |
| Hästar i storm | Erik Ståhl                               | 1976  |                                                                       | relief - koppar                          | Husargatan 4 AKADEMISKA STALLET koordinater saknas                                            |                                                                  |
| Lek med bollar | Erik Ståhl                               | 1984  |                                                                       | fontänskulptur - koppar                  | Hågaby Torg koordinater saknas                                                                |                                                                  |
| Pilgrimen | Erik Ståhl                               | 1979  |                                                                       | koppar                                   | Torkelsgatan 2 koordinater saknas                                                             |                                                                  |
| Pingviner | Erik Ståhl                               | 1962  |                                                                       | brons                                    | Eriksbergsvägen 2 koordinater saknas                                                          |                                                                  |
| Linnés knopp | Katarina Sunkvist Zohari                 | 2007  |                                                                       | pigmenterad betong                       | Linnés Vandringsstig, Danmarksstigen koordinater saknas                                       |                                                                  |
| ODjuret | Katarina Sunkvist Zohari                 | 2008  |                                                                       | skulptur - brons                         | Orphei Drängars Plats 59.86024, 17.63226                                                      | ODjuret                                                          |
| Living room | Katarina Sunkvist Zohari                 | 2011  | krukväxtliknande skulpturer i anslutning till sittbänkar              | skulpturer - patinerad brons             | Dragarbrunnsgatan 58 59.85724, 17.64403                                                       | Living room                                                      |
| Fundament | Jan Svenungsson                          | 1998  |                                                                       | granithäll med inskription               | Slottsparken 59.85417, 17.63639                                                               |                                                                  |
| Fragmentarisk sfär | Bertil Herlow Svensson                   | 1993  |                                                                       | rostfritt stål                           | Slu Undervisningsplan 6 59.81861, 17.65667                                                    | Fragmentarisk sfär                                               |
| Pojke | Astri Bergman-Taube                      | 1945  |                                                                       | brons                                    | Ulleråkersvägen 40 koordinater saknas                                                         | Pojke                                                            |
| Pingvin med blå kub | Pär Gunnar Thelander                     | 1995  |                                                                       | målad brons                              | S:t Johannesgatan 28 koordinater saknas                                                       |                                                                  |
| Vägen till frihet | Hadar Tilja                              | 1980  |                                                                       | emaljmåleri                              | Gånglåtsvägen 1 koordinater saknas                                                            |                                                                  |
| Grisbrunnen | Carl Gustav Torstenson                   |       |                                                                       | brons                                    | Kungsängstorg koordinater saknas                                                              |                                                                  |
| Urkråkor | Carl Gustav Torstenson                   | 1982  |                                                                       | betong, brons                            | Almunge Skola koordinater saknas                                                              |                                                                  |
| Återfödelse | Carl Gustav Torstenson                   | 1995  |                                                                       | granit                                   | Vårdcentralen, Gåvsta koordinater saknas                                                      |                                                                  |
| Malström | Carl Gustav Torstenson                   | 2009  |                                                                       | mosaik - sten och kakel                  | Herrhagsvägen 14 koordinater saknas                                                           |                                                                  |
| Civilisation IV | Olov Tällström                           | 2011  |                                                                       | eutit, fiberoptik                        | Herrhagsvägen 8 koordinater saknas                                                            |                                                                  |
| Tiger rag | Per Olov Ultvedt                         | 1986  |                                                                       | Sgraffito                                | Inre Sjukhusvägen koordinater saknas                                                          |                                                                  |
| Flora | Axel Wallenberg                          | 1957  |                                                                       | brons                                    | Byggmästarplan 59.86548, 17.66888                                                             | Flora                                                            |
| Folkvisan | Axel Wallenberg                          | 1945  |                                                                       | brons                                    | Sankt Olofsgatan 18 59.85938, 17.63103                                                        | Folkvisan                                                        |
| Händelser vid ett torg | Axel Wallenberg                          | 1964  |                                                                       | fontänskulptur - brons                   | Vaksalatorg 59.86186, 17.64691                                                                | Händelser vid ett torg                                           |
| relief | Axel Wallenberg                          |       |                                                                       | relief - stengöt                         | Swedenborgsgatan 26 koordinater saknas                                                        |                                                                  |
| trappräcke | Henry Wallin                             | 1984  |                                                                       | smidesjärn                               | S:t Olofsgatan 12 koordinater saknas                                                          |                                                                  |
| Kretsgång | Henry Wallin                             | 1989  |                                                                       | målad järnplåt                           | Vattholmavägen, Rundbergsgatan koordinater saknas                                             |                                                                  |
| Björnmamma | István Varga                             | 1998  |                                                                       | kalksten                                 | August Södermans Väg koordinater saknas                                                       |                                                                  |
| Maria | István Varga                             | 1985  |                                                                       | relief - kalksten                        | Slottsgränd koordinater saknas                                                                |                                                                  |
| Stele | István Varga                             | 1990  |                                                                       | kalksten                                 | Idrottsgatan 2 koordinater saknas                                                             |                                                                  |
| Kronkällan | István Varga                             | 1994  |                                                                       | kalksten                                 | Ulleråkersparken koordinater saknas                                                           |                                                                  |
| Clios barn | István Varga                             | 1993  |                                                                       | skulptur - kalksten                      | Dag Hammarskjölds väg 19 59.84911, 17.63377                                                   | Fler bilder                                                      |
| Vikingaryttare | István Varga                             | 1995  |                                                                       | kalksten                                 | Döbelnsgatan 20 koordinater saknas                                                            |                                                                  |
| Stråk | Gudrun Westerlund                        | 1992  |                                                                       | laminerat glas                           | Trädgårdsstaden Nyby koordinater saknas                                                       |                                                                  |
| C.v. Linné, C.L. Lovén, C.P. Thunberg                                                                                                | Axel Wetterlund                          | 1916  |                                                                       | medaljonger i sten                       | Villavägen 9 koordinater saknas                                                               |                                                                  |
| relief | Helén Wikforss                           | 2002  |                                                                       | reliefer - keramik                       | Sweden borgsgatan 74 koordinater saknas                                                       |                                                                  |
| Våta stenen | Per-Erik Willö                           | 1960  |                                                                       | relief - diabas                          | Hjalmar Brantings Torg koordinater saknas                                                     |                                                                  |
| Plats för minnen Även känd som: Poetisk viloplats                                                                                    | Ulla Viotti                              | 2010  |                                                                       | kolbränt tegel                           | Tullgarnsparken 59.84706, 17.65099                                                            |                                                                  |
| Ledljus | Helena Laukkanen Gert Ove Wågstam        | 2011  | Betongplattor utbytta mot kvadrater i glasblock, ljussatta underifrån | ljusdesign - glasblock                   | Gunnar Leches park 59.85887, 17.64402                                                         |                                                                  |
| Ledljus | Helena Laukkanen Gert Ove Wågstam        | 2011  |                                                                       | ljusdesign - LED-ljus                    | Vretgränd koordinater saknas                                                                  |                                                                  |
| Spegel | Mats Åberg                               | 1985  |                                                                       | brons                                    | Inre Sjukhusvägen, Ing. 50 59.85041, 17.64123                                                 |                                                                  |
| Form för längtan | Ingrid Årfelt                            | 1977  |                                                                       | brons                                    | Rackarbergsgatan 10 koordinater saknas                                                        |                                                                  |
| Fyra vindars karusell | Ingrid Årfelt                            | 1989  |                                                                       | aluminium                                | Vattholmagatan, Sandells Gata koordinater saknas                                              |                                                                  |
| Vindros | Ingrid Årfelt                            | 1977  |                                                                       | aluminium                                | Sopstationen, Boländerna koordinater saknas                                                   |                                                                  |
| Positivt / Negativt | Maria Ängquist-Klyvare                   |       |                                                                       | keramik, laminerat glas                  | Otto Myrbergs Väg koordinater saknas                                                          |                                                                  |
| Ungdom | Edvin Öhrström                           | 1940  |                                                                       | stengöt                                  | Tuna Backar koordinater saknas                                                                |                                                                  |
| Krona i förvandling | Staffan Östlund                          | 1966  |                                                                       | relief - marmor, glas                    | Vaksalagatan 8 koordinater saknas                                                             |                                                                  |
| Flicka med fåglar | Staffan Östlund                          | 1972  |                                                                       | brons                                    | Styrbjörnsgatan 9 koordinater saknas                                                          |                                                                  |
| Livets källa | Staffan Östlund                          | 1972  |                                                                       | rostfritt stål                           | Stenkilsgatan 1 koordinater saknas                                                            |                                                                  |
| Orphei Strängar | Staffan Östlund                          | 1981  |                                                                       | brons                                    | Gottsunda Centrum koordinater saknas                                                          |                                                                  |
| Solur | Staffan Östlund                          | 1964  |                                                                       | koppar                                   | Hjalmar Brantings Gata 37 koordinater saknas                                                  |                                                                  |
| Friska fläktar | Staffan Östlund                          | 1962  |                                                                       | järnsmide                                | Inre Sjukhusvägen 6 koordinater saknas                                                        |                                                                  |
| grindar | Staffan Östlund                          | 1965  |                                                                       | smidesjärn                               | Nedre Slottsgatan 10 koordinater saknas                                                       |                                                                  |
| justitia | Okänd                                    | 1883  |                                                                       | marmor?                                  | Stora Torget 1 koordinater saknas                                                             |                                                                  |
| C.W. Sheele, T. Bergman, J.J. Berzelius                                                                                              | Okänd                                    |       |                                                                       | relief                                   | Villavägen 5F koordinater saknas                                                              |                                                                  |
| Imaginata | Monika Nyström                           | 1998  |                                                                       | Skulptur                                 | Språkvetenskapligt centrum vid Uppsala universitet koordinater saknas                         |                                                                  |
| Till Lethe | Ingolf Kaiser                            | 1999  |                                                                       | Skulptur - sten                          | Uppsala universitets Geocentrum, Villavägen koordinater saknas                                |                                                                  |
| Kröning | Magnus Bärtås                            | 1999  |                                                                       | Fotografi                                | koordinater saknas                                                                            |                                                                  |
| Okänd titel | Johan Widén                              | 1999  |                                                                       | Måleri                                   | koordinater saknas                                                                            |                                                                  |
| Reflexioner | Mikael Fagerlund                         | 1999  |                                                                       | Skulptur                                 | koordinater saknas                                                                            |                                                                  |
| Hjärnkraft | Annika Liljedahl                         | 2000  |                                                                       | Skulptur                                 | Ekonomikum (inomhus) koordinater saknas                                                       | Det är troligen inte ok att ladda upp en bild av detta konstverk |
| "Träd"(1), "Vattenspegling"(2), "Fresk"(3)                                                                                           | Arne Charlez                             | 2000  |                                                                       | Måleri                                   | koordinater saknas                                                                            |                                                                  |
| Okänd titel | Annika Jarring                           | 2001  |                                                                       | Skulptur                                 | Uppsala tingsrätt, entré koordinater saknas                                                   |                                                                  |
| Okänd titel | Thomas Nordström                         | 2002  |                                                                       | Skulptur                                 | koordinater saknas                                                                            |                                                                  |
| Apollo och Dafne | Mikael Richter                           | 2001  |                                                                       | Skulptur                                 | Ekonomikums entré och korridor (inomhus) koordinater saknas                                   | Det är troligen inte ok att ladda upp en bild av detta konstverk |
| Mariastjärnan | Ulla Kandell                             | 2002  |                                                                       | Textil                                   | koordinater saknas                                                                            |                                                                  |
| Carl och HUGO (Human Genome Organisation)                                                                                            | Gunilla Sköld Feiler                     | 2004  |                                                                       | Helhetsgestaltning                       | koordinater saknas                                                                            |                                                                  |
| 10 scener M-Ö | Thomas Elovsson                          | 2004  |                                                                       | Måleri                                   | koordinater saknas                                                                            |                                                                  |
| Okänd titel | Lars Abrahamson Bo Ahlsén                | 1997  |                                                                       | Måleri                                   | koordinater saknas                                                                            |                                                                  |
| Okänd titel | Pasi Välimaa                             | 2006  |                                                                       | Textil                                   | koordinater saknas                                                                            |                                                                  |
| Det saftiga och fruktiga i Näringslandet                                                                                             | Matti Kallioinen                         | 2008  |                                                                       | Måleri                                   | Undervisningshuset, SLU, Ultuna koordinater saknas                                            |                                                                  |
| Syntes | Kristina Eldon Jensner                   | 2010  |                                                                       | Fotografi                                | koordinater saknas                                                                            |                                                                  |
| A joyful troop of perfection, with crying sensitive hearts                                                                           | Christian-Pontus Andersson               | 2010  |                                                                       | Skulptur - glasfiber                     | motionsanläggningen campus1477-Blåsenhus vid Uppsala universitet (inomhus) koordinater saknas | Det är troligen inte ok att ladda upp en bild av detta konstverk |
| Par, Hör han strömmen; Så; Så också; Utan titel; Björk utan fru; Hon; Fågelprofessor; Träd med fru; Hitåt; Ditåt; Gäst; Fru med träd | Robert Lucander                          | 2011  |                                                                       | Måleri                                   | koordinater saknas                                                                            |                                                                  |
| Mutanter | Stina Ekman                              | 2012  |                                                                       | Skulpturgrupp - Jesmonite                | nya Corson, SLU, Ulltuna koordinater saknas                                                   |                                                                  |
| Kubistisk flicka | Bror Hjorth                              | 1921  |                                                                       | Skulptur                                 | utanför Bror Hjorths hus 59.84914, 17.6205                                                    | Kubistisk flicka                                                 |
| I dina händer - Jona Även känd som: Jona och den stora fisken                                                                        | Kajsa Mattas                             | 2004  | Uppvärmd bänk föreställande bibliska Jona                             | Skulptur - brons                         | Östra Ågatan 59.85601, 17.64061                                                               | I dina händer - Jona                                             |
| Stenkulan | Okänd                                    |       | Rullande stenklot                                                     | Fontänskulptur - sten                    | Villavägen 18, utanför SGU 59.8472, 17.62992                                                  |                                                                  |
| Okänd titel | Lars Widenfalk                           | 2009  |                                                                       | skulptur - sten                          | Linneanum, Botaniska Trädgården 59.85316, 17.6324                                             |                                                                  |
| Okänd titel | Aline Magnusson                          | 2013  | Två gnagare, två kaniner, en katt m.fl.                               | skulpturgrupp - metall                   | Frodeparken 59.85789, 17.65135                                                                |                                                                  |
| Minnesmärke över Fadime Sahindal | Hanna Beling                             | 2013  |                                                                       | skulptur - metall                        | Fadimes plats vid Fyrisån 59.85659, 17.64031                                                  | Minnesmärke över Fadime Sahindal                                 |
| Teresa | Kajsa Mattas                             | 2004  | avbildar helgonet Teresa som dyker ner i vattnet                      | skulptur - metall                        | Östra Ågatan 59.85541, 17.64127                                                               |                                                                  |
| Okänd titel | Kajsa Mattas                             | 2004  |                                                                       | skulptur - metall                        | Östra Ågatan 59.85749, 17.63838                                                               |                                                                  |
| Okänd titel | Kajsa Mattas                             | 2004  |                                                                       | skulptur - metall                        | Östra Ågatan 59.85756, 17.63834                                                               |                                                                  |
| Lebenslauf | Carl Boutard                             | 2014  |                                                                       | skulpturgrupp - trä                      | vid Hotel von Kraemer, hörnet av von Kraemers Allé och Artillerigatan 59.84809, 17.63517      | Fler bilder                                                      |
| Mor och barn | Anna Petrus                              | 2014  |                                                                       | skulptur - bohusgranit                   | vid Hotel von Kraemer, hörnet av von Kraemers Allé och Artillerigatan 59.84804, 17.63529      | Mor och barn                                                     |
| The Radiant Globe | David Svensson                           | 2014  |                                                                       | gatubelysning - uranglas                 | vid Hotel von Kraemer, hörnet av von Kraemers Allé och Artillerigatan 59.8481, 17.6352        | The Radiant Globe                                                |
| Winners | Veronica Brovall                         | 2014  |                                                                       | skulpturgrupp - brons                    | vid Hotel von Kraemer, hörnet av von Kraemers Allé och Artillerigatan 59.8483, 17.63508       | Fler bilder                                                      |
| Okänd titel | Okänd                                    |       |                                                                       | relief - sten                            | Vaksalagatan/Dragarbrunnsgatan 59.85937, 17.64021                                             |                                                                  |

## Tidigare utplacerade konstverk
Nedan följer en lista på konstverk som tidigare varit utplacerade men nu är i förvar, förstörda eller försvunna.
| Titel                     | Konstnär(er)          | Årtal | Beskrivning | Typ - material | Tidigare plats Koordinater | Bild |
| ------------------------- | --------------------- | ----- | ----------- | -------------- | -------------------------- | ---- |
| Vision respektive Närvaro | Birgitta Silfverhielm | 1998  |             | Skulptur       | koordinater saknas         |      |
| Okänd titel               | Håkan Bengtsson       | 2004  |             | Blandteknik    | koordinater saknas         |      |